# Episodi di Un salto nel buio (quarta stagione)
La quarta stagione della serie televisiva Un salto nel buio, composta da 20 episodi, è andata in onda negli Stati Uniti dal 27 settembre 1987 al 24 luglio 1988 in Syndication.
In Italia è stata trasmessa a partire dall'agosto 1988 su Odeon TV, senza seguire l'ordine cronologico degli episodi originali.
| nº | Titolo originale        | Titolo italiano               | Prima TV USA      | Prima TV Italia |
| -- | ----------------------- | ----------------------------- | ----------------- | --------------- |
| 1  | Beetles                 | Il ladro di tombe             | 27 settembre 1987 |                 |
| 2  | Mary, Mary              |                               | 4 ottobre 1987    |                 |
| 3  | The Spirit Photographer | Il fotografo di spiriti       | 11 ottobre 1987   |                 |
| 4  | The Moth                | La falena                     | 18 ottobre 1987   |                 |
| 5  | No Strings              |                               | 25 ottobre 1987   |                 |
| 6  | The Grave Robber        | Poker con la mummia           | 1º novembre 1987  |                 |
| 7  | The Yattering and Jack  |                               | 8 novembre 1987   |                 |
| 8  | Seymourlama             | Due strani ospiti             | 15 novembre 1987  |                 |
| 9  | Sorry, Right Number     | Spiacente, è il numero giusto | 22 novembre 1987  |                 |
| 10 | Payment Overdue         | Finanziamento sulla vita      | 14 febbraio 1988  |                 |
| 11 | Love Hungry             | Fame d'amore                  | 21 febbraio 1988  |                 |
| 12 | The Deal                |                               | 28 febbraio 1988  |                 |
| 13 | The Apprentice          | L'apprendista                 | 1º maggio 1988    | 13 agosto 1988  |
| 14 | The Cutty Black Sow     | Doccia scozzese               | 8 maggio 1988     |                 |
| 15 | Do Not Open This Box    | Non aprite questa scatola     | 15 maggio 1988    | 17 agosto 1988  |
| 16 | Family Reunion          |                               | 22 maggio 1988    |                 |
| 17 | Going Native            |                               | 19 giugno 1988    |                 |
| 18 | Hush                    | Silenzio                      | 10 luglio 1988    |                 |
| 19 | Barter                  | Il baratto                    | 17 luglio 1988    |                 |
| 20 | Basher Malone           | Basher Malone                 | 24 luglio 1988    |                 |

## Il ladro di tombe
- Titolo originale: Beetles
- Diretto da: Frank De Palma
- Scritto da: Robert Bloch (soggetto e sceneggiatura)
- Interpretato da: Rod McCary (Arthur Hartley), Sirri Murad (Hammid Bey), Donald MacKechnie (Detective Richards), Colm Meaney (l'agente di polizia), Angelo Grisanti (Bert), Neil Kinsella (Sid)

### Trama
Arthur Hartley è un collezionista senza scrupoli di reperti dell'antico Egitto, un vero e proprio ladro di tombe. Il suo ultimo "acquisto" è un sarcofago contenente la mummia di una vergine condannata a morte e maledetta. La sera in cui riceve il reperto, un egiziano, Hammid Bey, bussa alla sua porta e lo mette in guardia dalla maledizione che grava sul sarcofago. Hartley non presta minimamente ascolto all'egiziano, apre il sarcofago e taglia le bende della mummia, trovando alcuni preziosi gioielli. Poco dopo comincia a vedere alcuni scarabei camminare in giro per la casa.

## Mary, Mary
- Diretto da: Katarina Wittich
- Scritto da: Jule Selbo, Katarina Wittich (soggetto), Jule Selbo (sceneggiatura)
- Interpretato da: Margaret Whitton (Mary Jones), A.C. Weary (David), Fred Burstein (Scott)

### Trama
Mary Jones è una fotografa di moda che vive sola in uno scantinato. Mary è affetta da un vero e proprio complesso di inferiorità, che le impedisce di avere un rapporto franco con gli uomini, tanto che, pur essendo iscritta a un club per single che si scambiano annunci tramite videocassette, nei suoi annunci video utilizza un manichino, anziché riprendere se stessa. Un giorno riceve una chiamata da David, un giovane che vive dall'altra parte della strada, e che è interessato a lei; questa potrebbe essere la svolta della sua vita, sempre che riesca a vincere la sua grande timidezza.

## Il fotografo di spiriti
- Titolo originale: The Spirit Photographer
- Diretto da: Bill Travis
- Scritto da: Mark Patrick Carducci, Brian Thomas Jones
- Interpretato da: Frank Hamilton (Algernon Colesbury), Richard Clarke (Harry Bainbridge), Terres Unsoeld (Lenore)

### Trama
Algernon Colesbury è un fotografo di spiriti e di altre entità paranormali; egli per tutta la vita ha cercato di fotografare uno spirito in maniera chiara, in modo da fornire la prova della loro esistenza. Algernon ha inventato un dispositivo, da lui denominato "attira spiriti", che dovrebbe fornire loro energia, in modo che possano manifestarsi con chiarezza. Egli si è trasferito nell'antica casa di Emerick Jackson, a New Orleans, che si dice infestata dai fantasmi, per provare il suo dispositivo; purtroppo lui non sa che l'energia che lo alimenta viene sottratta agli esseri viventi.

## La falena
- Titolo originale: The Moth
- Diretto da: Jeffrey Wolf
- Scritto da: Michael McDowell
- Interpretato da: Debbie Harry (Sybil), Jane Manning (la madre)

### Trama
Sybil è una giovane dedita alla stregoneria. Un giorno Sybil torna a casa ferita mortalmente da una donna cui aveva tentato di sedurre il marito; Sybil si distende a letto e istruisce la madre dicendole di legare un bavaglio intorno alla sua bocca, quando starà per morire, e di raccogliere ciò che uscirà da essa in un vaso di vetro, poiché lei tornerà a prenderlo. La madre esegue le istruzioni, e in punto di morte dalla bocca di Sybil esce una falena. La madre allora capisce che si tratta dell'anima di Sybil e tenta di distruggere il vaso per liberarla, per impedire che una creatura demoniaca, quale si è dimostrata essere sua figlia, torni a prenderla, ma il vaso è diventato indistruttibile.

## No Strings
- Diretto da: David Odell
- Scritto da: David Odell
- Interpretato da: T.J. Castronovo (Eddie Minelli), Barry Dennen (Aldo De Calasuro, il burattinaio), Cameron Milzer (Tiffany), Bradley Fisher (Nicky), Derek Loughran (Don Paulie)

### Trama
Eddie Minelli, un feroce boss di New York, festeggia il raggiungimento dell'apice del successo in un modo particolare: fa portare il grande burattinaio Aldo De Calasuro in un magazzino per realizzare uno spettacolo privato per sé, ma al posto del solito pupazzo fa appendere ai fili il corpo del proprio socio Don Paulie, ucciso da poco. Il burattinaio è restio ad assecondare il boss, ma Nicky, il suo tirapiedi, lo obbliga puntandogli una pistola. Al burattinaio non resta che pregare che gli dei del teatro non si arrabbino per ciò che sta per fare.

## Poker con la mummia
- Titolo originale: The Grave Robber
- Diretto da: Jeff Schiro
- Scritto da: Harvey Jacobs (soggetto), Harvey Jacobs, Donald Wollner (sceneggiatura)
- Interpretato da: Arnold Stang (Tapok, la mummia), Daren Kelly (Dr. Harold Gormley), Polly Draper (Aileen), Ed Kovens (Ahmed)

### Trama
Il dottor Gormley è un egittologo che sta esplorando un'antica tomba egizia per scoprire la camera di sepoltura di un faraone, assieme all'assistente Aileen e alla guida Ahmed. A un certo punto i tre trovano una porta chiusa, che stranamente si apre da sola. Nella camera oltre la porta vi è il sarcofago di Tapok, che fu il ciambellano del faraone; una volta scoperchiato il sarcofago, la mummia di Tapok si anima e uccide Ahmed, poi cerca di uccidere anche gli altri due, che per salvarsi la sfidano a strip poker.

## The Yattering and Jack
- Diretto da: David Odell
- Scritto da: Clive Barker (soggetto e sceneggiatura)
- Interpretato da: Anthony Carbone (Jack Polo), Phil Fondacaro (il demone), Danielle Brisebois (Amanda Polo), Tom Newman (Belzebù), Barbara Shapiro (cantante di carole)

### Trama
Alla Vigilia di Natale, Jack Polo rientra a casa e la trova completamente in disordine, e questo non gli sembra inconsueto. Poco dopo arriva Amanda, sua figlia, a trovarlo per passare il Natale con lui, ma Jack ha quasi un moto di imbarazzo per via della situazione in casa. Ben presto infatti gli oggetti cominciano a muoversi da soli e a causare ulteriore sconquasso: il motivo è la presenza in casa, da qualche tempo, di un piccolo demone, che tenta in ogni modo di far dannare l'anima a Jack, finora senza successo a causa della sua buona disposizione verso tutti gli avvenimenti della vita, fattore che gli impedisce di adirarsi e di dannare se stesso. Il demone chiede aiuto al suo capo, Belzebù, in quanto non sa più cosa fare.

## Due strani ospiti
- Titolo originale: Seymourlama
- Diretto da: Bruce Dolin
- Scritto da: Harvey Jacobs (soggetto), Harvey Jacobs, Donald Wollner (sceneggiatura)
- Interpretato da: Divine (ambasciatore Chia Fung), J.D. Roth (Seymour Strand), David Gale (Henry Strand), Kathleen Doyle (Ellen Strand), Cathy Lipinski (Madame Wu)

### Trama
In un sabato sera invernale, la famiglia Strand (Henry, Ellen e il figlio Seymour) è riunita in salotto, quando qualcuno bussa alla porta. Si tratta dell'ambasciatore Chia Fung e di Madame Wu, provenienti da Lo Pu, uno stato himalayano confinante con il Tibet. Il vecchio lama di Lo Pu è morto alla veneranda età di 100 anni, e dopo aver effettuato riti e consultato testi sacri, è stato stabilito che il successore sia Seymour. Dopo un primo momento di incredulità, alla vista di uno scrigno di gemme offerto in dono, i genitori acconsentono che il figlio diventi il nuovo lama di Lo Pu.

## Spiacente, è il numero giusto
- Titolo originale: Sorry, Right Number
- Diretto da: John Harrison (alias John Sutherland)
- Scritto da: Stephen King
- Interpretato da: Deborah Harmon (Katie Weiderman), Arthur Taxier (Bill Weiderman), Katherine Britton (Polly), Brandon Stewart (Jeff), Nicole Huntington (Connie), Rhonda Dotson (Dawn)

### Trama
Katie Weiderman, la moglie dello scrittore Bill Weiderman, è al telefono con un'amica quando su di una seconda linea telefonica riceve una chiamata da una donna angosciata che sembra chiedere aiuto. A Katie la voce sembra familiare, quindi chiama per prima cosa la figlia maggiore, Polly, che studia al college, poi la madre, entrambe tranquille, e infine la cognata Dawn, che non risponde al telefono, ma che anche lei sta bene, e ciò viene verificato da Katie e Bill facendo un sopralluogo a casa sua. Bill crede che la moglie si sia sbagliata e che si sia trattato o di un errore o di uno scherzo, ma la realtà è un'altra.

## Finanziamento sulla vita
- Titolo originale: Payment Overdue
- Diretto da: John Drury
- Scritto da: Dick Benner
- Interpretato da: Maura Swanson (Jeanette Simpson), Lewis Arlt (Michael Nelson)

### Trama
Jeanette Simpson è un'impiegata di un'agenzia finanziaria; il suo compito è quello di telefonare ai clienti in ritardo sul pagamento delle rate delle cambiali per sollecitarli a mettersi in regola. Jeanette è solerte e implacabile, fin troppo, in quanto talvolta minaccia il passaggio a vie legali, arrivando a terrorizzare i clienti. Un giorno riceve una chiamata da una certa Rita Valdez, una cliente che Jeanette scopre essersi suicidata; poco dopo riceve la visita di Michael Nelson, proveniente dall'ufficio della previdenza sociale, che le porta una busta proprio da parte di Rita, contenente un'immagine dell'Arcangelo Michele; Rita credeva che l'angelo l'avrebbe in un certo senso vendicata, andando a pareggiare i conti con Jeanette.

## Fame d'amore
- Titolo originale: Love Hungry
- Diretto da: John Strysik
- Scritto da: Roberts Gannaway (soggetto), John Strysik (sceneggiatura)
- Interpretato da: Sharon Madden (Betsy Cowland), Larry Gelman (Elmo Shroud), John Romo (il corriere), Diana Hale (la padrona di casa)

### Trama
Betsy Cowland, una donna sulla quarantina, vive sola, ed è decisamente sovrappeso, in quanto ha sempre un forte appetito e mangia quasi in continuazione. Un giorno riceve un pacchetto da una società che promette la cura definitiva contro l'obesità; all'interno del pacchetto vi è una specie di auricolare. Nel frattempo viene contattata da un vecchio compagno di scuola, Elmo Shroud, che la invita fuori a cena. Nel ristorante, Betsy prova l'auricolare e con orrore comincia a sentire la voce del cibo, che urla disperato quando viene mangiato dai clienti. Ritornata a casa, trova un altro pacchetto con dentro un paio di occhiali, che in abbinamento agli auricolari le fanno vedere il cibo come se fosse vivo, sentendolo anche parlare.

## The Deal
- Diretto da: T.J. Castronovo
- Scritto da: Granville Burgess, Allen Coulter
- Interpretato da: Allen Garfield (Donald, Kingsley Diamond, Michael Rudnick, il diavolo), Bradley Whitford (Tom Dash), Robert Costanzo (Vincent Dessari), Elyssa Paternoster (Cassie Smith), Kristine Greco (la segretaria di Vincent)

### Trama
Tom Dash è uno sceneggiatore fallito, che non riesce a vendere nulla di ciò che scrive. Un giorno si sfoga con il vicino di appartamento, Donald, dicendo che farebbe qualsiasi cosa pur di avere successo, e senza saperlo dice questo alla persona giusta, poiché Donald in realtà è il diavolo, che gli propone un accordo, il solito in questo caso: il successo in cambio della sua anima. Tom accetta e il successo arriva immediatamente, ma alla lunga arriveranno anche problemi, e Tom a un certo punto si pente dell'accordo fatto.

## L'apprendista
- Titolo originale: The Apprentice
- Diretto da: Eleanor Gaver
- Scritto da: Ellen Sandhaus
- Interpretato da: Wayne Tippit (Magistrato Thomas Branford), Haviland Morris (Sarah McBride), Katherine Elizabeth Neuman (Jane Branford), Gary Lahti (Peter), Martin Marinaro (un turista)

### Trama
Sarah McBride, una ragazza, fa domanda per ottenere un posto di lavoro presso un villaggio puritano, fedele ricostruzione di un villaggio del XVII secolo, a colui che ne è il capo, Thomas Branford. Qui non è consentito utilizzare nessun oggetto del XX secolo, e Sarah, pur con qualche perplessità, si adegua. A un certo punto viene fatta entrare in una specie di corridoio pieno di luce e di fumo, e qui sviene. Quando rinviene, fa conoscenza con Jane, la figlia di Branford, e con Peter, il suo promesso sposo. Ben presto le sue idee e i suoi modi di fare, tipici del XX secolo, la porteranno in una situazione di pericolo.

## Doccia scozzese
- Titolo originale: The Cutty Black Sow
- Diretto da: Richard Glass
- Scritto da: Thomas F. Monteleone (soggetto), Michael McDowell (sceneggiatura)
- Interpretato da: Huckleberry Sox (Jamie), Paula Trueman (nonna Cathy), Mary Griffin (Gloria), Timothy Landfield (Richard, il padre), Sharon Ullrick (Marion, la mamma)

### Trama
È la notte tra il 30 e il 31 ottobre, nonna Cathy è in fin di vita e ha accanto a se il nipote Richard con la moglie Marion, e i due bis-nipoti, Jamie e Gloria. Jamie nel cuore della notte scende e sente la bisnonna, poco prima di morire, raccontare una leggenda, quella dell'Orrido Ispido Suino ("Cutty Black Sow"), che verrebbe la sera di Halloween per divorare le anime. L'unico modo per evitarlo è quello di fare un falò e al suo interno mettere delle pietre tonde con le iniziali dei familiari. Jamie il giorno seguente, con l'aiuto di Gloria, prepara le pietre e le mette nel caminetto, sperando che facciano effetto.

## Non aprite questa scatola
- Titolo originale: Do Not Open This Box
- Diretto da: Jodie Foster
- Scritto da: Franco Amurri, Bob Balaban
- Interpretato da: Eileen Heckart (Rose Pennywell), William LeMassena (Charles Pennywell), Richard B. Shull (il postino), Fay Gold (Clarissa Sanderson)

### Trama
Charles Pennywell è un tranquillo anziano signore, che passa il suo tempo nel seminterrato, dove ha un laboratorio nel quale sviluppa le proprie invenzioni. Un giorno, tra gli oggetti che usa per le sue creazioni, trova una valigetta con sopra la scritta "Non aprite questa scatola". La bisbetica moglie Rose, curiosa, la apre nonostante l'avviso, trovandola vuota. Poco dopo bussa alla porta un postino, che si scusa per aver consegnato erroneamente a loro la valigetta, dichiarandosi pronto a soddisfare qualsiasi richiesta per riaverla. Rose, con avidità, chiede allora di avere pellicce e gioielli, ma non restituisce subito la valigetta, e ogni volta che il postino si presenta da loro, le sue richieste aumentano.

## Family Reunion
- Diretto da: Tom Savini
- Scritto da: Edithe Swensen
- Interpretato da: Stephen McHattie (Robert Perry), Daniel Terrence Kelly (Bobby), Patricia Tallman (Janice Perry), Marilyn Rockafellow (Trudy)

### Trama
Robert Perry è in fuga con il figlio Bobby, e la moglie Janice si rivolge a Trudy, un'assistente sociale, per poterlo riavere. Tutto cominciò sei mesi prima, in Irlanda, quando madre e figlio furono feriti in un incidente di caccia, secondo quanto riferito da Janice a Trudy, e non appena Bobby guarì, Robert lo portò via con sé. Robert tiene il figlio chiuso in una stanza, mentre alla radio si sentono notizie di persone trovate sbranate da uno strano animale; il motivo del suo comportamento è dovuto al fatto che Bobby è affetto da licantropismo, e di notte, nonostante la porta sbarrata, si trasforma in un lupo mannaro e scappa dalla finestra.

## Going Native
- Diretto da: Ted Gershuny
- Scritto da: Andrew Weiner (soggetto), Ted Gershuny (sceneggiatura)
- Interpretato da: Kim Greist (Claire), John Aprea (Lee), Cynthia David (Amy), Richard Kuhlman (Mark), Pamela Kenny (Janine), Loren Cedar (Libby), Alison Sweeney (Karen)

### Trama
Claire è una fotografa, che sta realizzando una specie di reportage per capire l'umanità. Ella fa terapia di gruppo, ma tende a isolarsi dagli altri, quasi come se fosse uno spettatore, più che un vero membro del gruppo; ha anche una relazione con uno dei membri, Lee, e con un altro uomo, Mark, ma mantiene sempre un atteggiamento distaccato. Solamente l'azione del gruppo saprà far uscire allo scoperto la sua vera natura.

## Silenzio
- Titolo originale: Hush
- Diretto da: Allen Coulter
- Scritto da: Zenna Henderson (soggetto), John Harrison (alias John Sutherland, sceneggiatura)
- Interpretato da: Nile Lanning (Jennifer), Eric Jason (Buddy Warren), Bonnie Gallup (Beth Warren)

### Trama
Jennifer, una giovane ragazza, si reca a casa Warren per fare da babysitter al piccolo Buddy, poiché la madre, Beth, sta per uscire. Buddy è un bambino di circa 8-10 anni, ed è già un bravo inventore, talento ereditato dal padre; Buddy ha realizzato piccoli giocattoli meccanici e una specie di aspirapolvere, il "divoratore di rumori", che è in grado di rilevare tutte le fonti sonore e di zittirle, disattivandole (se meccaniche) o uccidendole, se si tratta di esseri viventi. Ben presto i due si troveranno in una situazione di grande pericolo.

## Il baratto
- Titolo originale: Barter
- Diretto da: Christopher T. Welch
- Scritto da: Lois McMaster Bujold (soggetto), Jule Selbo (sceneggiatura)
- Interpretato da: Jack Carter (Klaatzu), Jill Jaress (Ruthie), Michael Santiago (Nicky), Miguel Alamo (Piccolo Nicky)

### Trama
Ruthie, il marito Nicky e il figlio, il Piccolo Nicky, sono i componenti di una famiglia occupati nella loro normale routine quotidiana; Ruthie sta smacchiando una camicia, Nicky si sta preparando per andare al lavoro e il Piccolo Nicky si sta esercitando nel suono della batteria. Una volta uscito Nicky, si presenta alla porta un tizio che sembra un venditore ambulante, Klaatzu, il quale cerca disperatamente dell'ammoniaca. Ottenutane una bottiglia, incredibilmente la beve tutta di un fiato, e per ricompensa dà a Ruthie un dispositivo per bloccare momentaneamente il Piccolo Nicky, in modo da far riposare le sue orecchie; ma dopo che Klaatzu se ne è andato il dispositivo si guasta, e il Piccolo Nicky resta bloccato. Solo l'intervento di Klaatzu potrà risolvere la situazione, ma a un determinato prezzo.

## Basher Malone
- Titolo originale: Basher Malone
- Diretto da: Anthony Santa Croce
- Scritto da: Peter O'Keefe
- Interpretato da: Steve Strong (Basher Malone), Vic Tayback (Tippy Ryan), Marie Denn (mamma Malone), Magic Schwarz (Trog), Marlene Casamento (Ursula), Scott St. James (il presentatore), Jack 'Wildman' Armstrong (Lockjaw Lukasig), Brinke Stevens (Cindy), Gregory Uhland (il wrestler ferito)

### Trama
Basher Malone è un lottatore di wrestling dall'animo gentile e portatore di sani e buoni principi, che si contrappone al team del coach Tippy Ryan, gli "assassini", che al contrario sono portatori di ideali negativi, quali violenza e sopraffazione. Dopo aver battuto Lockjaw Lukasig, del team di Ryan, Basher viene da questi sfidato a combattere nella sua palestra contro il suo super-campione, Trog, in un incontro da tenere a porte chiuse. Basher accetta, ma egli non sa che il super-campione di Ryan proviene direttamente dall'inferno.